# Манастиоара (Дамбовица)
Манастиоара (рум. Mânăstioara) насеље је у Румунији у округу Дамбовица у општини Улиешти. Oпштина се налази на надморској висини од 161 m.

## Становништво
Према подацима из 2002. године у насељу је живело 704 становника, од којих су сви румунске националности.